# Sandra Myers
Sandra Myers (née le 9 janvier 1961 à Little River, aux États-Unis) est une athlète espagnole spécialiste du 400 mètres.

## Biographie
Elle remporte le titre du 400 m lors des Championnats des États-Unis d'athlétisme 1981, puis obtient la nationalité espagnole en 1987. Elle dispute sa première compétition internationale sous ses nouvelles couleurs à l'occasion des Jeux olympiques de 1988, où elle s'incline dès les séries du 100 mètres.
En 1991, Sandra Myers se classe deuxième du 400 m des Championnats du monde en salle derrière l'Américaine Diane Dixon, et obtient par ailleurs la médaille de bronze des Championnats du monde en plein air de Tokyo, s'inclinant en finale face à la Française Marie-José Pérec et l'Allemande Grit Breuer et remportant ainsi la seule médaille espagnole de ces championnats. Dès l'année suivante, à Gênes, elle devient championne d'Europe en salle du 400 m avec le temps de 51 s 21, devant l'ex-soviétique Olga Bryzgina. 
Elle obtient un nouveau titre continental en salle en 1996 dans l'épreuve du 200 mètres

## Palmarès
| Année | Compétition                    | Lieu      | Place | Épreuve |
| ----- | ------------------------------ | --------- | ----- | ------- |
| 1991  | Championnats du monde en salle | Séville   | 2e    | 400 m   |
| 1991  | Championnats du monde          | Tokyo     | 3e    | 400 m   |
| 1992  | Championnats d'Europe en salle | Gênes     | 1re   | 400 m   |
| 1993  | Championnats du monde en salle | Toronto   | 4e    | 400 m   |
| 1993  | Championnats du monde          | Stuttgart | 6e    | 400 m   |
| 1996  | Championnats d'Europe en salle | Stockholm | 1re   | 200 m   |

## Records personnels
- 100 m: 11 s 06 (1991)
- 200 m: 22 s 38 (1990)
- 400 m: 49 s 67 (1991)
- Saut en longueur: 6,60 m (1988)